# Hybotidae
Famille
Hybotidae est une famille de mouches, du sous-ordre des Brachycera (mouches muscoïdes aux antennes courtes).

## Liste des genres
Selon Catalogue of Life (27 févr. 2013) :
- genre Abocciputa
- genre Acarterus
- genre Afrohybos
- genre Allanthalia
- genre Allodromia
- genre Anthalia
- genre Apterodromia
- genre Archaeodrapetiops
- genre Ariasella
- genre Asilus
- genre Atodrapetis
- genre Austrodrapetis
- genre Austrodromia
- genre Baeodromia
- genre Bicellaria
- genre Cerathybos
- genre Chaetodromia
- genre Charadrodromia
- genre Chersodromia
- genre Chillcottomyia
- genre Chvalaea
- genre Crossopalpus
- genre Drapetis
- genre Dusmetina
- genre Dysaletria
- genre Elaphropeza
- genre Empis
- genre Eternia
- genre Euhybus
- genre Euthyneura
- genre Hoplocyrtoma
- genre Hoplopeza
- genre Hybos
- genre Isodrapetis
- genre Lactistomyia
- genre Lamachella
- genre Leptocyrtoma
- genre Leptodromiella
- genre Leptopeza
- genre Leptopezella
- genre Megagrapha
- genre Micrempis
- genre Nanodromia
- genre Neohybos
- genre Neotrichina
- genre Ngaheremyia
- genre Ocydromia
- genre Oedalea
- genre Oropezella
- genre Parahybos
- genre Pieltainia
- genre Platypalpus
- genre Pontodromia
- genre Pseudoscelolabes
- genre Scelolabes
- genre Sinodrapetis
- genre Smithybos
- genre Stenoproctus
- genre Stilpon
- genre Stuckenbergomyia
- genre Stylocydromia
- genre Symballophthalmus
- genre Syndyas
- genre Syneches
- genre Tachydromia
- genre Tachyempis
- genre Tachypeza
- genre Tremembella
- genre Trichina
- genre Trichinomyia
- genre Xiphidicera

## Liste des sous-familles
Selon ITIS (27 févr. 2013) :
- sous-famille Hybotinae
- sous-famille Ocydromiinae
- sous-famille Tachydromiinae